# Messerschmitt Me 323
Il Messerschmitt Me 323 "Gigant" era un aereo da trasporto pesante esamotore e monoplano ad ala alta prodotto dall'azienda tedesca Messerschmitt AG negli anni quaranta ed impiegato dalla Luftwaffe, l'aeronautica militare della Germania nazista, nel corso della seconda guerra mondiale.
Sviluppo dell'aliante Me 321, era caratterizzato dall'adozione di sei motori radiali montati sul bordo d'attacco alare e da un diverso carrello d'atterraggio multiruota. Venne prodotto in circa 200 esemplari e risulta detenere il primato dell'aereo terrestre dalle maggiori dimensioni utilizzato durante il conflitto.

## Storia del progetto
Lo sviluppo del Me 323 Gigant iniziò dalla necessità tedesca di avere nel 1940 un grande aliante. L'aliante leggero DFS 230 aveva già dimostrato il suo valore nel famoso attacco al forte Eben-Emael in Belgio (il primo assalto di sempre da parte di truppe aviotrasportate su alianti), e fu in seguito usato con successo nella battaglia di Creta nel 1941.
La prospettiva di invadere la Gran Bretagna evidenziò la necessità di disporre di veicoli e altro materiale pesante mediante un ponte aereo sin dalla prima ondata d'assalto. Sebbene l'operazione "Leone marino" fosse stata cancellata, le necessità di aerei da trasporto era ancora avvertita in vista della prossima invasione dell'URSS.
Il 18 ottobre 1940, la Junkers Flugzeug- und Motorenwerke e la Messerschmitt ricevettero la richiesta di sottoporre, entro appena 14 giorni, un progetto per un aliante da trasporto di grandi dimensioni. L'enfasi era ancora sul ruolo di assalto: i requisiti, piuttosto ambiziosi, imponevano la capacità di carico sia di un cannone da 88 mm e di un trattore semi cingolato, o di un carro armato medio del tipo Panzer IV.
Lo Junkers Ju 322 "Mammut" venne sviluppato sino allo stadio di prototipo, ma essendo del tutto insoddisfacente venne scartato. Il progetto della Messerschmitt, originariamente designato come Me 261W, superò la fase iniziale prendendo il nome di Me 263 (ed in seguito divenne il Me 321). Anche se il Me 321 prestò un rimarchevole servizio in guerra, non venne mai usato per gli scopi originari di attacco a causa della perdita d'iniziativa delle forze dell'Asse.
All'inizio del 1941 venne presa la decisione di produrre una variante a motori del Me 321, in quanto venne alla luce la necessità di disporre di un cargo pesante al di fuori del ruolo specifico di assalto. Inoltre venne compreso che un aliante poneva problemi relativamente all'aereo rimorchio, ai razzi e all'attrezzatura varia ad esso relativa. Dopo molto studio, venne deciso di adottare sei motori (di provenienza francese) del tipo Gnome et Rhône GR14N. Essi erano già in produzione ed erano velocemente disponibili; inoltre potevano essere facilmente imbullonati sulle ali, che però andavano rinforzate.
Su ciascuna ala, inoltre, venne aggiunta una cabina per ospitare un motorista, anche se il pilota poteva scavalcare le loro decisioni degli gestendo direttamente la potenza e il carburante. Un nuovo tipo di carrello d'atterraggio permanente venne imbullonato su ciascun lato della fusoliera, consentendo al Me 323 un atterraggio in tutta sicurezza anche sui campi di atterraggio più difficili. Il prezzo pagato alla motorizzazione fu una riduzione del carico trasportabile di circa 10-12 tonnellate. Anche con i motori era frequente che il decollo fosse facilitato dall'uso di appositi razzi (RATO, Rocket Assisted Take Off).

## Tecnica

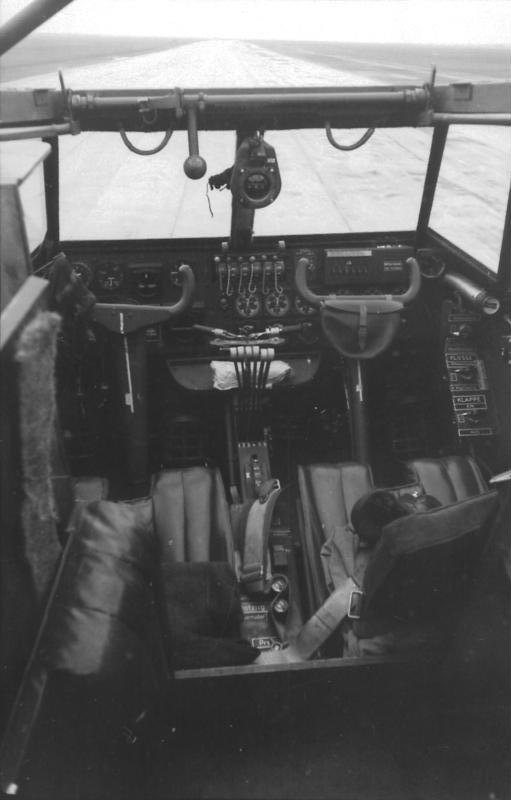
Interno della cabina di comando di un Me 323 Gigant, 21 marzo 1944.

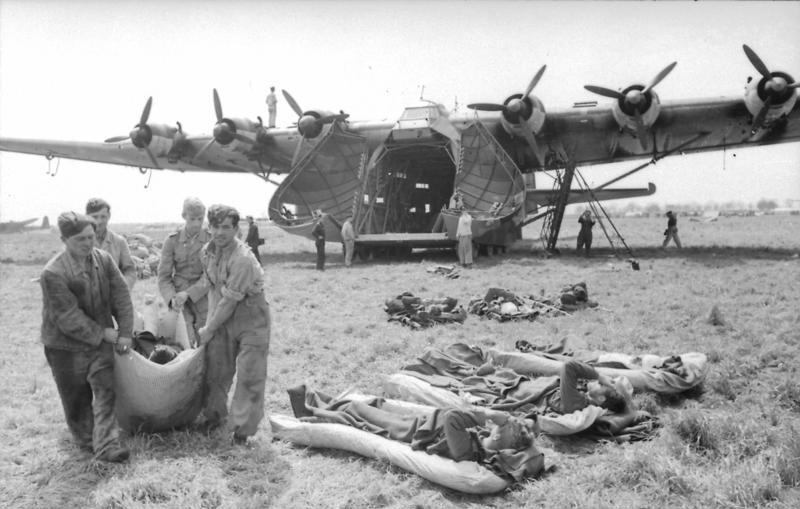
Me 323, adibito a trasporto feriti, mostra il vano di carico anteriore completamente aperto. Foto presa presso Grosseto nel marzo del 1943

Il Messerschmitt Me 323 fu un aereo non comune e rivoluzionario sotto diversi aspetti. Innanzitutto venne sviluppato a partire da un aliante (il Me 321), fu il più grande aereo della seconda guerra mondiale, era in grado di caricare elementi ingombranti grazie ai portelli alti 11 piedi, era motorizzato con motori francesi ed infine era in grado di usare appositi razzi (RATO, Rocket Assisted Take Off).
L'aereo venne progettato con una configurazione alare monoplana ad ala alta controventata al fine di sollevare il peso desiderato. Dato che la tecnologia aeronautica non era sufficientemente sviluppata per sostenere l'intero carico alare necessario, l'ala era rinforzata da robuste aste di controvento che la collegavano alla fusoliera. Per ridurre il peso e risparmiare sull'alluminio, buona parte delle ali era realizzata in compensato e tela. La fusoliera era un composito di metallo, legno e tela e il pavimento era rinforzato per sostenere il peso del carico. I sei motori francesi Gnome-Rhône furono scelti in quanto il loro sviluppo era stato completato e la loro produzione poteva essere realizzata nella Francia occupata senza interferire con la produzione tedesca.
Il carrello d'atterraggio era composto da 10 ruote semi-rientrate, progettate per flettersi come il battistrada di un cingolato al fine di poter atterrare su terreni irregolari e per poter distribuire meglio il peso su una superficie maggiore. Il Me 323 fu il primo modello nella categoria dei grandi aerei da trasporto. Il vano di carico era lungo 11 m, largo 3 m e alto 3,35 m. Il carico tipico era di due camion da 4 tonnellate, o 8 700 pagnotte, o un cannone contraerei 8,8 cm FlaK, inclusi equipaggiamento, munizioni e serventi, o 52 barili di carburante da 250 L, o 130 uomini, o 60 barelle. Era, per quei tempi, un aereo rimarchevole.
L'equipaggio del Me 323 era composto da due piloti, due motoristi e un operatore radio, oltre a due cannonieri che si potevano aggiungere. La cabina di pilotaggio era situata al di sopra del vano di carico adiacente al bordo delle ali ed era blindata.
I sei motori Gnome-Rhône 14N 48/49, radiali a 14 cilindri, erano raffreddati ad aria ed erogavano ciascuno una potenza pari a 990 PS (728 kW). Era possibile collocare quattro razzi (Walter HWK 109-500 Starthilfe) per ala vicino al motore più esterno per aumentare la spinta al decollo. I tre motori di destra controrotavano rispetto a quelli di sinistra, in modo da evitare la rotazione intorno all'asse che si avrebbe avuto se i sei motori avessero ruotato nella stessa direzione.
La velocità massima al livello del mare era di soli 218 km/h e diminuiva con l'aumentare dell'altitudine. Il raggio operativo non è noto ma gli aerei furono impiegati per trasportare velocemente le truppe dall'Italia al Nord Africa. L'aereo era armato con cinque mitragliatrici MG 131 calibro 13 mm che sparavano da una posizione dorsale all'interno delle ali e dalla carlinga. Erano maneggiate dai motoristi, dal radio operatore e dai mitraglieri aggiuntivi.
Per adattare il Me 323 alla produzione su vasta scala e risparmiare quindi sui costi di produzione, venne progettato con un telaio di tubi di acciaio ricoperti di stoffa piuttosto che con una convenzionale monoscocca di alluminio. Inizialmente si era pensato di utilizzare solamente quattro motori, ma i prototipi dimostrarono che ne erano necessari sei per raggiungere la capacità di trasporto richiesta. I motori Gnome-Rhône erano stati progettati da Gabriel Voisin.

## Impiego operativo

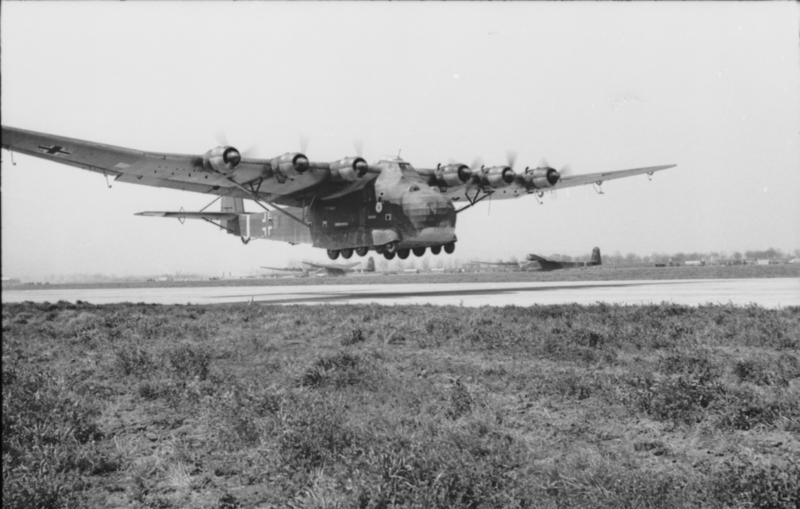
Un Me 323 fotografato nel 1941

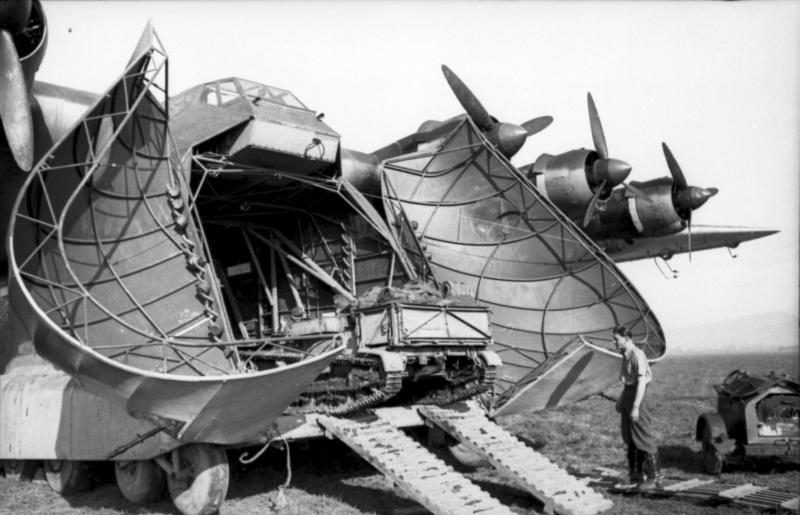
in Tunisia nel gennaio del 1943

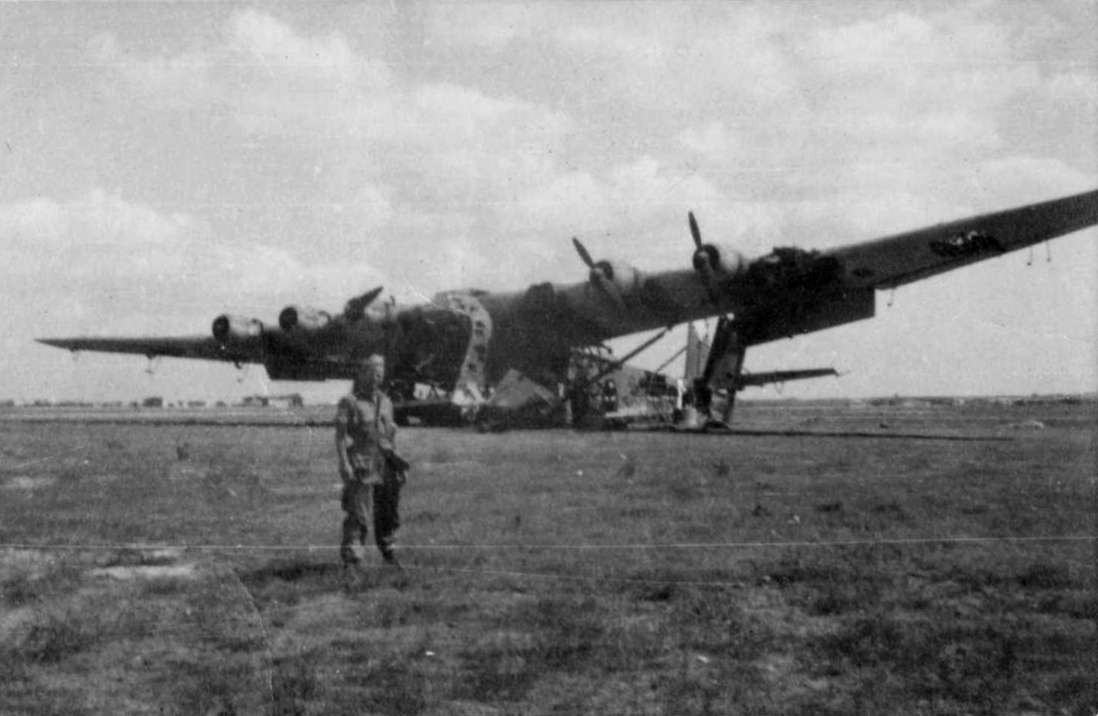
Un relitto di Me.323 dopo lo Sbarco in Sicilia degli alleati.

In grado di trasportare 130 uomini in assetto di combattimento o carichi simili fino a circa 15t, il Me 323 fu usato nel 1943 per trasportare rifornimenti e truppe di riserva dall'Italia e Sicilia all'Afrikakorps in Tunisia e nell'area del Nord Africa. Comunque, dalle informazioni ottenute con Ultra, gli alleati sapevano in anticipo i piani di volo e quindi spedivano i caccia per intercettare i convogli aerei e abbattere i trasporti.
Ad esempio, il 22 aprile 1943 vicino a Capo Bon, diversi squadroni di Spitfire e di P-40 Kittyhawk attaccarono 14 Me 323 mentre trasportavano carburante e la loro scorta. Tutti i 14 cargo vennero abbattuti con una perdita di 120 uomini di equipaggio e di 700 barili di benzina.
In tutto vennero costruiti circa 200 Me 323 prima che, nell'aprile del 1944, la loro produzione cessasse. Le diverse versioni iniziavano con la  D-1 (il soggetto di questa voce) e continuavano fino alla E. Le versioni successive alla prima (tra D-* e E-*) differivano in funzione della potenza dei motori, dell'armamento difensivo e della capacità di carico al seguito dei miglioramenti strutturali. Ciò nonostante il Me 323 rimase significativamente sottopotenziato. Venne anche proposto di installare sei motori radiali BMW 801, tuttavia non venne mai avviata una sperimentazione in tal senso.
Il Me 323 era perciò un aereo a corto raggio: a pieno carico aveva un'autonomia di 1 000 - 1 200 km. Ciononostante, il numero pur limitato di Me 323 in servizio diede un prezioso contributo allo sforzo bellico tedesco e venne intensamente utilizzato. Il Me 323 era a volte un facile bersaglio, essendo così lento e grande. Nelle ultime settimane della campagna del Nord Africa, nell'aprile/maggio del 1943, 43 Gigant furono abbattuti, assieme ad un numero ancora più grande di Ju 52.
In termini di disegno aeronautico, il Me 323 era molto robusto e poteva assorbire un grande quantitativo di colpi - guadagnandosi l'appellativo da parte dell'Afrikakorps di Leukoplastbomber (bombardiere di gomma). Comunque nessun aereo da trasporto avrebbe mai potuto sopravvivere senza una superiorità aerea, o almeno senza una copertura locale adeguata; per questo motivo si ritiene che nessun Me 323 sia rimasto in servizio oltre l'estate del 1944.

## Utilizzatori
Germania
- Luftwaffe

## Esemplari attualmente esistenti
Dal 2012 si è a conoscenza dell'ubicazione dell'unico esemplare conosciuto: grazie alla ricerca della scrittrice e appassionata di storia militare milanese Cristina Freghieri, è stato ritrovato il relitto di un Me 323 posato sul fondo del Mar Tirreno alla profondità di 64 m, al largo delle acque dell'isola di Caprera, arcipelago della Maddalena, Sardegna.
Individuato il 28 maggio 2012 si tratta di uno dei due Me 323 appartenenti alla 3. Staffel (squadriglia) del I./TG 5 (I gruppo del 5º stormo da trasporto) basati all'aeroporto di Olbia-Venafiorita, partiti in direzione Pistoia ed abbattuti il 26 luglio 1943 da uno Squadron da caccia RAF. Benché dopo oltre mezzo secolo alcune parti siano coperte da gorgonie ed altre concrezioni, la struttura del velivolo appare sostanzialmente integra, perché conservata dal fondo sabbioso.
Il canale televisivo tematico History Channel, ha dedicato un documentario relativo al ritrovamento a Caprera, andato in onda il 31 agosto 2015.

### Periodici
- Marco Minari, Il Gigant ritrovato, in JP4 Mensile di Aeronautica & Spazio, Firenze, EdiService S.r.l., gennaio 2013,  pp. 50-53.